# Măgura (Alsógáld község)
Măgura, falu Romániában, Erdélyben, Fehér megyében. Közigazgatásilag Alsógáld községhez tartozik.

## Fekvése
Felsőgáld (Galda de Sus) közelében fekvő település.

## Története
Măgura korábban Felsőgáld része volt, 1956 táján vált külön, 92 lakossal.
1966-ban 69, 1977-ben is 69 román lakosa volt. 1992-ben 56 lakosa volt, ebből 55 román, 1 magyar. A 2002-es népszámláláskor pedig 32 román lakosa volt.